# برايان دي
برايان دي (بالإنجليزية: Brian Dee)‏ هو عازف جاز بريطاني، ولد في 21 مارس 1936.

## وصلات خارجية
- برايان دي على موقع IMDb (الإنجليزية)
- برايان دي على موقع ميوزك برينز (الإنجليزية)
- برايان دي على موقع أول ميوزيك (الإنجليزية)
- برايان دي على موقع ديسكوغز (الإنجليزية)